# S35 (танк)
S35 (фр. Char 1935 S, также S-35 и SOMUA S35) — французский средний танк 1930-х годов. Был разработан фирмой SOMUA в 1934—1935 годах в качестве основного танка бронетанковых частей кавалерии, из-за чего в литературе порой классифицируется как «кавалерийский» или «крейсерский» танк. Первые предсерийные S35 были выпущены в 1936 году, а его массовое серийное производство началось с 1938 года и продолжалось вплоть до поражения Франции в июне 1940 года. Всего было выпущено 427 танков этого типа.
На момент начала Второй мировой войны S35 являлся одним из наиболее современных и боеспособных танков французской армии и активно использовался ею во время германского вторжения в 1940 году. После поражения Франции и подписания перемирия 297 танков S35 были захвачены Германией. В вермахте S35 использовались вплоть до 1944 года, в основном на второстепенных театрах военных действий и в качестве учебно-тренировочных машин. Кроме того, незначительное количество S35 было поставлено союзникам Германии. Некоторое количество танков этого типа применялось также войсками правительства Виши в Северной Африке, а позднее — войсками «Свободной Франции», в том числе в 1944—1945 годах. Уцелевшие к концу войны S35 были сняты с вооружения в первые послевоенные годы.

## История создания
Вскоре после окончания Первой мировой войны началась постепенная механизация французской кавалерии, однако этот процесс продвигался весьма медленно. Основной причиной являлось недостаточное финансирование, которое сокращалось вплоть до второй половины 1930-х годов. Лишь к 1930 году было окончательно определено направление механизации и началось создание «Лёгких кавалерийских дивизий» (фр. division légères de cavalerie), на смену которым впоследствии должны были прийти «Лёгкие механизированные дивизии» (фр. division légères mécaniques). Создание новых типов дивизий требовало разработки новой, соответствующей их задачам военной техники, в том числе — и бронетехники. В 1920-х годах различные фирмы проработали ряд проектов с использованием колёсных, гусеничных и полугусеничных шасси, но ни один из них успеха не имел. В 1931 году руководством французских вооружённых сил было решено создать танковые силы, независимые от пехоты (до этого танки расценивались исключительно как средство её поддержки). Тогда же для данных подразделений были определены три необходимых типа бронетехники: «бронемашина разведки» (фр. Automitrailleuse de Reconnaissance, AMR), предназначавшаяся для ближней разведки, «бронемашина обнаружения» (фр. Automitralleuse de Découverte, AMD) для дальней разведки, и «боевая бронемашина» (фр. Automitrailleuse de Combat, AMC) предназначенная непосредственно для ведения боя. Поскольку в то время формально танки могла использовать только пехота, разрабатывавшиеся для кавалерии бронированные машины (в том числе танки) носили условное обозначение Automitrailleuse, что в русскоязычной литературе переводится как «бронемашина» или «бронеавтомобиль». Лишь с 1935 года оно было заменено на «кавалерийский танк» (фр. Char de Cavalerie).
Первоначальное техническое задание на AMC (будущий S35), выданное кавалерией в январе 1932 года, предполагало создание машины, имевшей массу 7,5 тонн, вооружённой 47-мм пушкой и 7,5-мм пулемётом, развивающей максимальную скорость в 30 км/ч. Экипаж должен был состоять из трёх или четырёх (в случае наличия кормового водителя) человек. В 1934 году эти тактико-технические требования (ТТТ) были изменены — теперь поставленным перед кавалерией задачам соответствовал уже 13-тонный танк, с толщиной вертикального бронирования 40 мм, средней скоростью движения 30 км/ч и запасом хода 200 км. Это изменение застало врасплох фирму «Рено», ещё в 1933 году создавшую AMC 35, прототип танка по спецификации AMC — изменившимся ТТТ танк уже не удовлетворял, прежде всего по толщине бронирования. Поэтому его производство ограничилось приблизительно 100 единицами. В поисках выхода из ситуации кавалерийское руководство обратилось к фирме Société d’outillage mécanique et d’usinage d’artillerie (SOMUA), дочернему предприятию компании Schneider, контракт с которой был заключён в октябре 1934 года. 14 апреля 1935 года был завершён первый прототип танка, получившего обозначение AMC SOMUA Type AC 3. В основу конструкции новой машины легли пехотные танки D1 и D2, а также элементы конструкции чехословацкого LT vz.35, прежде всего подвеска и коробка передач. Испытания прототипа, с балластным грузом вместо на тот момент не изготовленной башни, продолжались с 4 июля по 2 августа 1935 года и, в целом, прошли успешно, однако в заключении об их итогах отмечалась необходимость доработки моторно-трансмиссионной группы. Вместе с тем, результаты вполне удовлетворили военных-кавалеристов, выдавших первый заказ на производство танков ещё до окончания дополнительных испытаний. 4 августа прототип был возвращён на завод для доработки и устранения выявленных недостатков. С 15 октября по 17 декабря прошёл второй этап испытаний, выявивший необходимость новых доработок. Дополнительные испытания и доработка прототипа продолжались до марта 1936 года, и только в 1938 году танк был окончательно «доведён» и принят на вооружение под официальным обозначением Char 1935 S.

## Серийное производство
Первый заказ на 50 единиц S35 был выдан SOMUA летом 1935 года, ещё до завершения испытаний первого прототипа. За исключением первых четырёх машин, серийные танки отличались от прототипа увеличенным диаметром погона башни, что обеспечивало бо́льшую стойкость к попаданиям снарядов и давало необходимое внутреннее пространство для радиста, когда он действовал в роли заряжающего. Производство этой серии было завершено к 26 марта 1936 года, но войсковая эксплуатация выявила многочисленные проблемы с надёжностью танков, для устранения которых требовалось вносить изменения в конструкцию. Первоочередным доработкам подверглись система охлаждения двигателя, трансмиссия и ходовая часть.
Планы закупки вооружений на 1936 год предусматривали закупку ещё 600 новых танков, что позволило бы укомплектовать три лёгких механизированных дивизии. Однако из-за высокой цены танка S35 заказ пришлось сократить вдвое — до 300 единиц. К 1 сентября 1939 года было выпущено 270 танков, но с началом Второй мировой войны последовали новые срочные заказы, и темпы производства резко ускорились. С целью заменить H35 в лёгких механизированных дивизиях был выдан дополнительный заказ на 100 танков, к концу года увеличившийся до 324 машин, включая 50 танков из довоенного заказа. Также планировалось с 451-го серийного танка перейти на производство улучшенной модификации, получившей обозначение S40, но этой цифры так и не удалось достичь, даже несмотря на то, что с января 1940 года выпуск танков вёлся с опережением графика в среднем на треть. Чем хуже становилось положение французских войск на фронте, тем более широкий спектр мер принимался для обеспечения увеличения выпуска танков. Была даже послана комиссия в США с предложением о размещении заказа на 2000 S 40 на американских предприятиях, однако ощутимых результатов переговоры не дали. Всего ко времени капитуляции Франции 22 июня 1940 года было выпущено 427 серийных S35. Имеются также данные о производстве некоторого количества S35 уже для немцев, скорее всего, из оставшихся на заводах заделов комплектующих.

## Описание конструкции
Танк S35 имел классическую компоновку, с расположением моторно-трансмиссионного отделения в кормовой, а отделения управления и боевого отделения — в лобовой части корпуса. Экипаж танка состоял из трёх человек: механика-водителя и радиста, размещавшихся в отделении управления, и находившегося в одноместной башне — командира танка, выполнявшего также функции стрелка. Радист также мог выполнять функции заряжающего, переходя со своего рабочего места в боевое отделение.

### Броневой корпус и башня

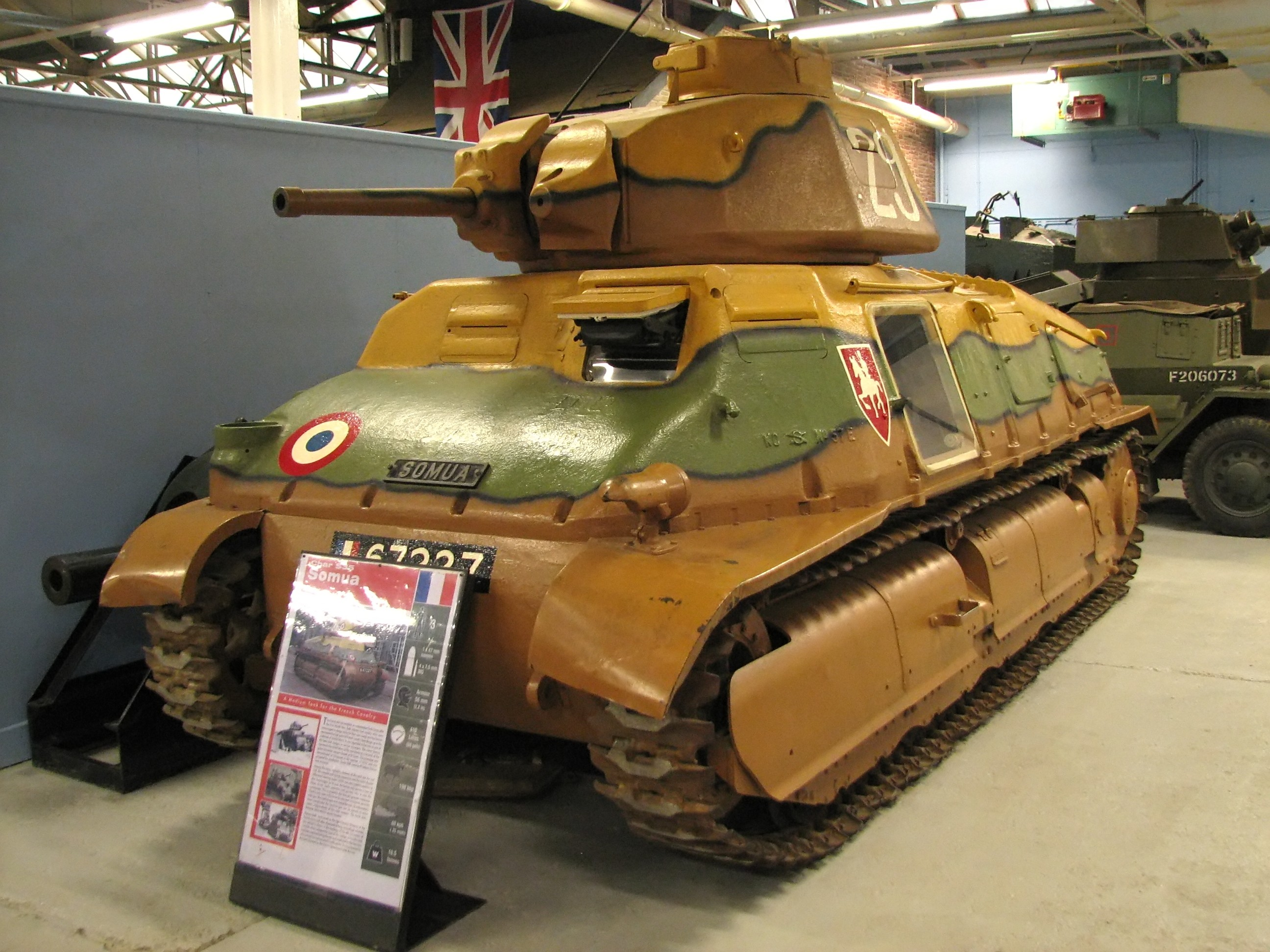
Вид на лобовую часть S35 с открытыми люками

S35 имел дифференцированную противоснарядную броневую защиту. Корпус танка выполнялся методом литья из гомогенной броневой стали и состоял из четырёх частей: «ванны» корпуса (до уровня надгусеничных полок), собранной из двух соединяющихся по продольной оси частей, и двух верхних частей — кормовой, закрывающей моторно-трансмиссионное отделение, и лобовой, закрывающей отделения управления и боевое. Соединение частей осуществлялось при помощи болтов. Толщина бронирования «ванны» корпуса составляла 36 мм в скруглённой лобовой части (имевшей угол наклона не более 30° к вертикали), 25 мм в бортах (дополнительно прикрытых 10-мм экранами над ходовой частью), а в корме — 25 мм под наклоном в 30° в нижней части, и 35 мм в вертикальной верхней части. Лоб верхней половины корпуса имел толщину 36 мм и состоял из скруглённой нижней части (в основном имевшей углы наклона 45° и более), и расположенной под углом 22° наклонной верхней части. Борта верхней половины имели толщину в 35 мм (при угле наклона 22°), а корма — 25 мм (при наклоне в 30°). Толщина днища корпуса составляла 20 мм, крыши корпуса — от 12 до 20 мм (при угле наклона в 82° над моторным отделением). Измерения трофейного S35, проводившиеся в СССР на полигоне в Кубинке, давали бо́льшие результаты: 45 мм для лобовой части и 40—45 мм для бортов.
На первых четырёх серийных S35 устанавливалась башня модели APX1, ранее опробованная на танках B1 и D2. На все последующие машины устанавливалась башня модели APX 1 CE (фр. Chemin Elargi), отличавшаяся увеличенным диаметром башенного погона. Как и корпус, башня выполнялась цельнолитой. Толщина лба башни составляла 56 мм в вертикальной части, бортов и кормы — 46 мм (при наклоне в 21° к вертикали). Литые маски орудия и пулемёта имели толщину до 56 мм. Толщина крыши башни составляла 30 мм (при наклоне от 72 до 90°). Ориентировочный поворот башни осуществлялся при помощи электропривода. Точное же наведение в горизонтальной плоскости осуществлялось вручную при помощи винтового механизма. Для удобства работы командир танка имел вращающееся сиденье, закреплённое на полу боевого отделения.
Посадка и высадка экипажа осуществлялись через люк в левом борту корпуса и дополнительный люк в кормовой части башни. Также в полу боевого отделения имелся люк для экстренной эвакуации. Доступ к агрегатам двигателя и трансмиссии мог осуществляться через люки в крыше моторно-трансмиссионного отделения, а также бортах и корме корпуса. Для полного технического обслуживания или замены этих агрегатов требовалось полное снятие всей кормовой верхней части корпуса. Вентиляция моторно-трансмиссионного отделения осуществлялась через решётки в его крыше. Танки первой серии имели также бронированные решётки в бортах кормовой части корпуса, ликвидированные на последующих машинах для повышения снарядостойкости.

### Вооружение
Основным вооружением S35 являлась 47-мм полуавтоматическая нарезная пушка SA 35 U34. Орудие имело длину ствола в 32 калибра (1504 мм), что позволяло его бронебойному снаряду достигать начальной скорости 671 м/с. По французским данным, на дистанции в 400 метров бронебойный снаряд пробивал броню толщиной до 35 мм, немецкие же испытания захваченных орудий показывали более высокие результаты. Вспомогательное вооружение танка составлял 7,5-мм пулемёт mle.1931. Пушка и пулемёт размещались в лобовой части башни справа и слева соответственно, в независимых установках на общей оси качания. Вертикальная наводка орудия осуществлялась в пределах от −18° до +20° при помощи винтового механизма, а горизонтальная — поворотом башни, обеспечивавшей круговой обстрел. Установка пулемёта позволяла производить его независимую наводку в пределах ±10°. Хотя вертикальная наводка пушки и пулемёта могла осуществляться отдельно, для стрельбы из орудия они должны были соединяться вместе при помощи системы тяг, поскольку оба вида вооружения имели только одно средство наведения. Таковым являлся телескопический прицел с увеличением 4×, установленный над пулемётом. Ещё один дополнительный пулемёт для противовоздушной обороны мог размещаться на турели на крыше башни над кормовым люком. Боекомплект пушки составлял 118 унитарных выстрелов с бронебойными и осколочными снарядами, боекомплект пулемёта — 2200 патронов (в 15 дисковых магазинах по 170 штук). Ряд источников также указывает на боекомплект в 108 унитарных выстрелов и 3000 патронов к пулемёту (в 20 магазинах по 150 штук). Размещался боекомплект на стеллажной укладке по правому борту боевого отделения.
| Боеприпасы 47-мм пушки SA 35 U 34                                       |                            |                    |                   |             |                       |
| Тип снаряда                                                             | Марка                      | Масса выстрела, кг | Масса снаряда, кг | Масса ВВ, г | Дульная скорость, м/с |
| бронебойный остроголовый сплошной с защитным наконечником, трассирующий | Boulet de rupture mle.1935 |                    | 1,50              | —           | 671                   |
| бронебойный остроголовый трассирующий                                   | Pzgr.176(f)                |                    | 1,62              | н/д         | 660                   |
| стальная осколочная граната                                             | Obus explosif Mle.1932     |                    | 1,42              | 142         | 590                   |

| Таблица бронепробиваемости для SA 35 U 34 |     |     |      |      |
| Снаряд \ Расстояние, м | 100 | 500 | 1000 | 1500 |
| Boulet de rupture mle.1935 (угол встречи 30°) |     | 40  |      |      |
| Pzgr.176(f) (угол встречи 30°) | 39  | 33  | 26   | 20   |
| Данные по немецкой методике измерения бронепробиваемости. Следует иметь в виду, что в разное время и в разных странах использовались различные методики определения бронепробиваемости. Как следствие, прямое сравнение с аналогичными данными других орудий часто оказывается невозможным либо некорректным. |     |     |      |      |

### Средства наблюдения и связи
Механик-водитель для наблюдения за местностью в небоевых условиях использовал смотровой лючок в лобовой части корпуса. В боевой обстановке для этой цели ему служили три смотровые щели в крышке смотрового лючка и по бокам от него, дававшие ограниченный обзор лобового сектора и частичный — бортового. Радист имел только одну смотровую щель в лобовой части корпуса. Все смотровые щели были снабжены защитным стеклом с внутренней стороны, однако броневых заслонок не имели. Более развитыми средствами наблюдения располагал командир танка. Помимо прицелов орудия и пулемёта, он имел два смотровых лючка в бортах башни, со смотровыми щелями в крышках. Кроме того, на крыше башни имелась вращающаяся командирская башенка с закрываемым броневой заслонкой бинокулярным перископическим смотровым прибором, обеспечивавшим поле зрения в 18° при увеличении в 4×. Также в распоряжении командира было два «эпископа» — бинокулярных смотровых окошка с защитными стёклами с внутренней стороны, закрывавшимися броневыми заслонками, однако вести наблюдение стоя в люке, как на подавляющем большинстве танков других стран, командир не мог.
Хотя изначальный проект предусматривал оснащение всех S35 радиостанциями для внешней связи с включением в их экипаж отдельного радиста, предназначенная для линейных танков радиостанция ER 28 до капитуляции Франции в 1940 году так и не была запущена в производство. Радиостанциями стандартно оснащались лишь командирские машины: танки командиров взводов — ER 29, командиров эскадронов — одновременно ER 29 и ER 26 ter, а танки полковых и вышестоящих командиров — ER 27. ER 29 могла работать как в телефонном, так и в телеграфном режиме, снабжалась ларингофоном и обеспечивала связь на расстоянии до 5 км на ходу. ER 26 ter имела значительно бо́льшую мощность и могла обеспечивать связь на расстоянии до 30 км на ходу и до 60 км с места. Для линейных же танков единственным способом связи оставалась флажковая сигнализация. Каких-либо средств внутренней связи на танках не имелось.

### Двигатель и трансмиссия
На S35 устанавливался V-образный 8-цилиндровый карбюраторный двигатель жидкостного охлаждения модели 190CV V8, имевший рабочий объём в 12 666 см³ и развивавший максимальную мощность в 190 л. с. при 2000 об./мин. Двигатель располагался в моторном отделении вдоль продольной оси танка, а два протектированных топливных бака (основной, ёмкостью 310 л, и резервный, ёмкостью 100 л) располагались справа от него. Также на правом борту танка могли устанавливаться до четырёх внешних топливных баков. Радиатор размещался над трансмиссией справа, тогда как его вентилятор располагался напротив него.
Трансмиссия S35 включала в себя:
- Двухдисковый главный фрикцион сухого трения,
- Полукарданный вал, соединявший главный фрикцион и коробку передач,
- Пятискоростную механическую коробку передач,
- Планетарный механизм поворота по типу двойного дифференциала, конструктивно объединённый в блок с коробкой передач,
- Два бортовых фрикциона сухого трения,
- Две бортовые передачи,
- Бортовые барабанные тормоза.

Управление танком осуществлялось, вместо традиционных рычагов, при помощи рулевого колеса, соединённого тросами с бортовыми фрикционами. Для управления тормозами танка у водителя имелся гидравлический сервопривод.

### Ходовая часть
Ходовая часть S35 применительно к одному борту состояла из девяти одиночных необрезиненных опорных катков малого диаметра, ленивца, ведущего колеса, двух поддерживающих роликов и двух направляющих полозьев, поддерживавших верхнюю ветвь гусеницы. Из девяти опорных катков, восемь были сблокированы по четыре в две тележки. Каждые два катка объединялись на концах балансиров, которые, в свою очередь, крепились шарнирно на других балансирах, сблокированных на шарнирах попарно по «ножничной» схеме с горизонтальной листовой рессорой. Кормовой каток имел индивидуальную подвеску на отдельном рычаге, с подрессориванием наклонной цилиндрической пружиной. На передней тележке подвески также имелся масляный амортизатор. Гусеницы S35 — стальные, мелкозвенчатые, цевочного зацепления, шириной 360 мм. Гусеницы не имели гребней, в качестве направляющей на них служил жёлоб в центре трака, по которому проходили реборды опорных катков. На танках первой серии каждая гусеница состояла из 144 траков с шагом 75 мм, на поздних — из 103 с шагом 105 мм.

### Специальное оборудование
Новшеством для своего времени являлась установка в моторном отделении S35 автоматической системы пожаротушения. Система состояла из трёх огнетушителей, содержавших по литру метилбромида, при обнаружении пожара распылявшегося в районах наиболее вероятного его возникновения.

## Дальнейшая модернизация — S40
S40 — средний танк, дальнейшее развитие конструкции S35, часть недостатков которого была бы устранена на новом танке. В первую очередь, S40 предполагал принципиально иную технологию производства и сборки броневого корпуса и башни — вместо скрепления литых деталей болтами вводилась сварка корпуса и башни в основном из катаных бронеплит, что было новшеством для французского танкостроения. Помимо этого, на танк должен был устанавливаться новый дизельный двигатель с рабочим объёмом 13 700 см³ и мощностью 219 л. с. при 2000 об./мин. Ходовая часть также претерпевала ряд изменений — в частности, ленивец для повышения проходимости выносился вперёд и выше по сравнению с S35. Также добавлялся ещё один опорный каток, работавший только при преодолении танком препятствий. Проблема функциональной перегруженности экипажа танка оставалась нерешённой. Первоначально планировалось, что S40 заменит S35 на сборочных линиях в 1941 году. С началом войны и убыстрением темпов производства было решено перейти на S40 уже с 451-й серийной машины, однако и этого сделать не удалось, так как к моменту капитуляции Франции были собраны только 427 танков S35.

## Машины на базе S35
SAu 40 — самоходная артиллерийская установка (САУ) на базе S35. Была разработана фирмой SOMUA в 1935—1937 годах по заказу кавалерии и, наряду с базовым танком, предназначалась для оснащения лёгких механизированных дивизий и поддержки их танков. САУ имела новую верхнюю лобовую часть броневого корпуса, с установленной в ней 75-мм пушкой mle.1929 с ограниченными углами наведения. Также в лобовой части устанавливалась одноместная башенка с 7,5-мм пулемётом.
Первый прототип SAu 40 (на шасси S40) был собран в 1937 году, но орудие для него было готово только к 1939 году. Заказ на серийное производство SAu 40 был выдан в октябре 1939 года, однако число выпущенных САУ неизвестно. Достоверно установлено, что прототип, а по некоторым данным, ещё до четырёх экземпляров SAu 40, был отправлен на фронт в июне 1940 года и использовался в боевых действиях.
Другие проекты САУ на шасси S35, созданные до 1940 года, так и не дошли даже до стадии прототипов. Уже после освобождения Франции, в 1945 году, разрабатывался проект противотанковой САУ на шасси S35, вооружённой 76,2-мм пушкой в легкобронированной открытой сверху рубке. Целью этого проекта, как и ряда параллельно прорабатывавшихся схожих машин на базе других танков, было как можно скорее вооружить французскую армию боеспособной бронетехникой собственной постройки, используя шасси безнадёжно устаревших довоенных танков, однако и этот проект остался лишь на бумаге.
В вермахте, в отличие от большинства трофейной французской бронетехники, S35 для создания САУ не использовался. Основной пошедшей в серию его переделкой стала учебная машина для подготовки механиков-водителей, получившая обозначение Fahrschulwagen mit SOMUA 35S (f). Конверсия базового танка заключалась в демонтаже верхней лобовой секции корпуса и установке поручневого ограждения отделения управления. Имеются данные о 60 переоборудованных таким образом S35, однако эта цифра может включать и машины, использовавшиеся в роли тягачей. Помимо этого, в каталогах бронетехники вермахта встречаются упоминания о тягачах и подвозчиках боеприпасов на базе S35.

## Состоял на вооружении
- Франция
- Французское Государство — 23 танка в 1941 году было отправлено Марокко, затем в Сенегал.
- Германия — 297 танков[5]
- Италия — в 1941 году Италия обратилась с просьбой к Германии предоставить для итальянской армии 50 трофейных французских танков, однако фактически немцы поставили только 33[38] или 32 танка[39][40]
- Болгария — 6 или 7 танков[36]
- Венгрия — 2 танка[41]
- Югославия — как минимум один танк[39]

## Организационно-штатная структура
В войсках S35 поступали на вооружение лёгких механизированных дивизий и составляли их основную бронетанковую силу. По штатному расписанию лёгкой механизированной дивизии по состоянию на 1939 год S35 наравне с H35 образовывали в её составе «боевую бригаду», состоявшую из двух танковых полков, каждый из которых, в свою очередь, включал в себя два эскадрона, вооружённых S35, и ещё два — с танками H35. Каждый эскадрон имел четыре взвода по пять танков. Таким образом, всего в дивизии насчитывалось 80 S35.

## Боевое применение

### Французская армия
Первые 50 серийных S35 были переданы кавалерии в 1936 году для прохождения войсковых испытаний, после этого новые танки начали поступать в войска только с 1938 года. S35 поступали на вооружение 1-й, 2-й, 3-й лёгких механизированных дивизий. На 1 сентября 1939 года армией было принято 246 танков, из которых 191 был распределён в частях по 8 эскадронам, 51 находился в резерве, а ещё 4 пребывали в длительном ремонте. Как наиболее современный и совершенный французский танк, S35 на экспорт не поставлялся. 100 танков пыталась закупить Польша, однако им пришлось довольствоваться лёгкими пехотными R35.

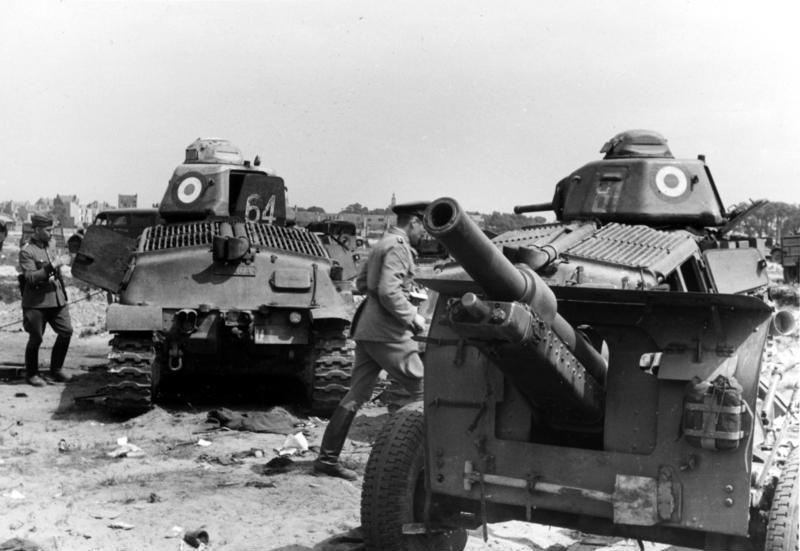
Германские солдаты осматривают захваченные S35. Май 1940 года.

Перед началом Французской кампании 1-я дивизия, составлявшая основную ударную силу 7-й армии, и 2-я и 3-я дивизии в составе Кавалерийского корпуса были переброшены в Бельгию, в район реки Диль. 1-я дивизия, чьей задачей являлась поддержка наступления 7-й армии, выдвинулась на запланированные позиции 11 мая, а 12 мая вступила в бой с германской 9-й танковой дивизией. Отступление бельгийских войск вынудило дивизию отступить к Антверпену, а 16 мая — к Валансьену.
Задачей Кавалерийского корпуса, в который входили 2-я и 3-я дивизии, насчитывавшие в своём составе 74 S35, было замедлить наступление противника до занятия 1-й и 9-й армиями своих позиций. В битве при Анню корпусу удалось сдержать наступление пяти германских дивизий, в том числе 3-й и 4-й танковых дивизий, вплоть до 14 мая, когда, выполнив свою задачу, он отступил на удерживаемые 1-й армией позиции. Вооружённые S35 2-й и 3-й дивизии продемонстрировали в этих боях свои высокие боевые характеристики, нанеся германским танковым дивизиям значительные потери и уничтожив до 64 танков противника, но и сами потеряли около половины своих танков. После этого корпус, выполнив свою задачу, был расформирован, а его дивизии — приданы пехотным корпусам. Командование последних, в свою очередь, в соответствии с пехотной тактикой, раздробило механизированные дивизии на малые подразделения, придав их пехотным дивизиям для их усиления. Ошибочность этого решения вскоре стала очевидна и 2-ю и 3-ю дивизию начали собирать вновь, но времени на это уже не осталось. 17 мая французский фронт оказался полностью прорван и все три дивизии начали постепенное отступление к Дюнкерку, где их личный состав был эвакуирован в Великобританию, бросив свои танки и другую технику.
В начале июня 1940 года они были возвращены во Францию, где 1-я, 2-я и 3-я дивизии были сформированы вновь. Из-за нехватки танков количество S35, как и другой техники, в них было значительно меньше штатного: один танковый полк из 10 S35 и 10 H39 в 1-й и 2-й дивизиях и два эскадрона S35 в 3-й. Помимо них, два эскадрона S35 имел 7-й кирасирский полк, а 3-й кирасирский полк в составе 4-й бронетанковой дивизии имел 39 S35, однако 4-я бронетанковая дивизия была окончательно сформирована только в мае 1940 года и была недостаточно обучена и не полностью укомплектована. Все укомплектованные S35 части с ограниченными успехами продолжали бои с германскими войсками вплоть до капитуляции Франции 25 июня.
После поражения Франции почти вся её бронетехника в Европе, за исключением небольшого количества бронеавтомобилей, перешла к Германии, но в 1941 году правительству Виши всё же удалось, под предлогом обороны от сил антигитлеровской коалиции, убедить немцев выделить французским силам в Северной Африке эскадрон современных танков в дополнение к уже имевшимся там устаревшим. 12-я автономная группа (фр. Groupement Autonome des Chasseurs d’Afrique) была сформирована 1 сентября 1941 года, получив 23 S35, прибывших в Африку 19 июля того же года. На стороне немцев группа в боях участия не принимала, и лишь после того, как вишистские силы в Северной Африке встали на сторону антигитлеровской коалиции, она была направлена на фронт Тунисской кампании. В её ходе S35 пришлось иметь дело уже со значительно более современными германскими танками, такими, как PzKpfw IV с длинноствольной 75-мм пушкой, не имевший проблем с поражением лобовой брони французского танка, но, несмотря на это, в ходе кампании были потеряны лишь четыре машины.
С высадкой войск антигитлеровской коалиции в Нормандии и началом освобождения Франции были вновь воссозданы французские бронетанковые войска. Наряду с поставленной Великобританией и США бронетехникой, они укомплектовывались и отбитыми у немцев французскими машинами, включая S35. Один S35, отбитый силами Сопротивления, использовался в ходе освобождения Парижа в августе 1944 года, хотя, не имея боеприпасов, служил лишь для поднятия боевого духа. 13-й драгунский полк был воссоздан 7 октября 1944 года, и 20 декабря 1944 года, имея в своём составе 17 S35, был отправлен на фронт в составе Французских западных сил. В январе — апреле 1945 года полк принимал участие в боях в районе Руайана, а после окончания боевых действий вошёл в состав 3-й бронетанковой дивизии, нёсшей оккупационную службу в Германии, прежде чем был окончательно расформирован в апреле 1946 года.

### Германия и другие страны

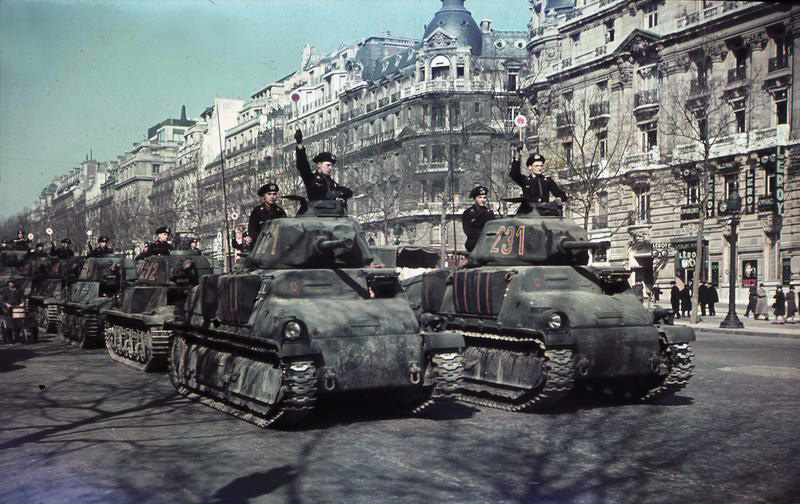
S35, возглавляющие взводы H35 на параде. Париж, 1941

После капитуляции Франции, Германией было захвачено в общей сложности 297 единиц S35, впоследствии принятых на вооружение Вермахта под обозначением Pz.Kpfw. S35 739 (f). Несмотря на свои недостатки, по своим боевым характеристикам S35 являлся одним из лучших танков, имевшихся на тот момент в распоряжении Германии, объективно уступая лишь немногочисленным на тот момент Pz. IV.
Как и в случае с другими поставленными на вооружение вермахта иностранными танками, S35 подверглись небольшим переделкам. В частности, верхушка командирской башенки большинства танков была срезана и заменена двустворчатым люком, чтобы дать командиру лучший обзор. Также на танки зачастую устанавливалась стандартная для германских средних танков УКВ-радиостанция FuG 5 с передатчиком мощностью 5 Вт. На оборудованных радиостанцией танках в состав экипажа вводился отдельный заряжающий, размещавшийся на постоянном месте в башне. Кроме этого, часть S35 была переоборудована в командирские танки, на которые устанавливалась дополнительная радиостанция, на корме башни монтировалась рамочная антенна, а пушка заменялась деревянным макетом.
Первые подразделения, укомплектованные Pz.Kpfw. S35 739 (f), были сформированы в конце 1940 — начале 1941 года. Это были 201-й и 202-й танковые полки, каждый из которых состоял из двух батальонов, включавших, в свою очередь, по три лёгкие роты. Кроме того, танками S35 был укомплектован отдельный 301-й танковый батальон, позднее включённый в состав 202-го полка вместо его второго батальона, отправленного в Финляндию. Помимо подразделений, укомплектованных исключительно танками S35, формировались также смешанные подразделения со взводами танков Hotchkiss H35, в которых S35 выполняли функции командирских машин. В том или ином количестве S35 состояли на вооружении 100-го, 203-го и 204-го танковых полков, а также 202-го, 205-го, 206-го, 211-го, 212-го, 213-го, 214-го и 223-го отдельных танковых батальонов.
Как и другая трофейная французская бронетехника, первоначально S35 использовались лишь на второстепенных направлениях и в антипартизанских операциях, в основном — на территории Югославии. Пятнадцать S35 использовались в составе бронепоездов № 26 — № 30, часть из которых применялась на советско-германском фронте. После значительных потерь, понесённых германскими танковыми войсками в ходе операции «Барбаросса», S35 начали поступать на вооружение фронтовых танковых дивизий, выведенных в тыл во Францию для переоснащения.
Кроме того, незначительное число снятых с S35 башен использовались в укреплениях «Атлантического вала».

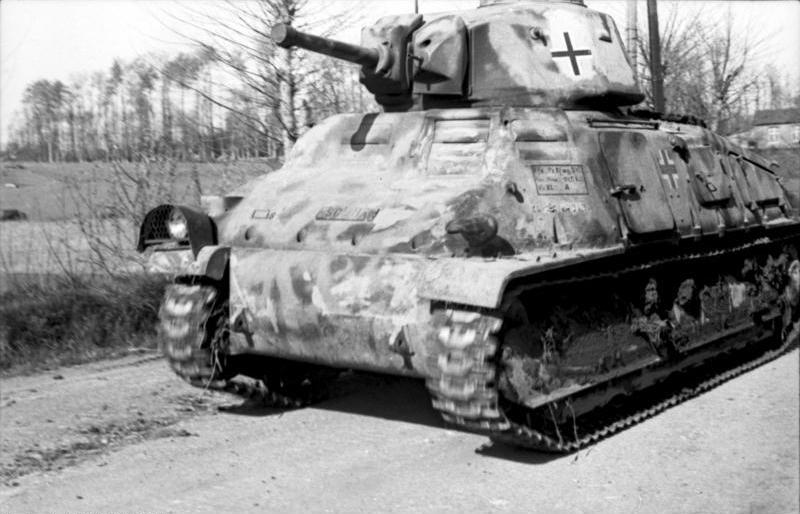
Германский S35 в Бельгии, июнь 1944 года

По состоянию на 1 июля 1943 года, в действующих частях насчитывалось 144 танка S35, из которых 67 находились во Франции, 43 — в Югославии, по 16 — в Норвегии и Финляндии и 2 — в составе группы армий «Центр». С октября 1943 года в частях, ведущих борьбу с партизанами на территории Югославии, S35, наравне с остальной трофейной французской бронетехникой, были в основном заменены захваченными итальянскими машинами, так что к 1944 году большинство S35 оказалось сосредоточено на территории Франции. Когда в июне 1944 года началась высадка союзных войск в Нормандии, на её отражение были брошены все имевшиеся силы, в том числе подразделения оккупационных сил во Франции и находившиеся на переформировании танковые дивизии, укомплектованные S35. Большинство S35 было при этом потеряно, однако отдельные танки ещё оставались в строю. Так, на 30 декабря 1944 года в действующих частях насчитывалось 12 машин этого типа, и даже на 26 марта 1945 года 5 из них всё ещё оставались в строю.
По разным данным, от 40 до 70 танков S35 были переданы Германией своим союзникам. В частности, Италия запрашивала у Германии 50 S35 для отправки в Северную Африку, однако достоверно известно о доставке только 32 танков, причём без запаса запчастей. Батальон, вооружённый этими танками, перебросили в Сицилию, однако в итоге он был расформирован, так и не приняв участия в боях. Помимо этого, в 1943 году 6 или 7 танков были переданы Болгарии, однако уже в сентябре 1944 года они были возвращены немцам. Ещё два командирских S35 в 1942 году были отправлены в Венгрию, по всей видимости, для использования вместе с полученными ею же от немцев H35 и H39. Наконец, по меньшей мере один S35 был захвачен югославскими партизанами и использовался ими, будучи перевооружён британской 57-мм пушкой QF 6 pounder в увеличенной маске орудия.

## Оценка машины
Благодаря сбалансированному сочетанию сравнительно высоких для своего времени огневой мощи, защищённости и подвижности, S35 оценивался многими историками как один из лучших танков в мире к началу Второй мировой войны, а также наиболее удачный французский танк того периода. Но вместе с тем, ему был свойственен ряд недостатков, значительно снижавших его эффективность.

### Конструкция
Наиболее существенным недостатком конструкции S35 — как и многих других французских танков и, в меньшей степени, советского Т-34-76 — являлась функциональная перегруженность командира танка, которая была вызвана применением одноместной башни. В тех случаях, когда радист был занят выполнением своих основных обязанностей, командир был вынужден в одиночку одновременно производить поиск целей, оценивать боевую обстановку, наводить и перезаряжать орудие и координировать действия экипажа. Это приводило как к уменьшению возможности экипажа оперативно реагировать на изменения боевой обстановки, так и снижению огневой мощи танка. Даже если радист брал на себя функции заряжающего, это лишь немногим улучшало ситуацию, поскольку командир мог одномоментно заниматься лишь одним из двух — либо наводить орудие, либо наблюдать за местностью через командирскую башенку.

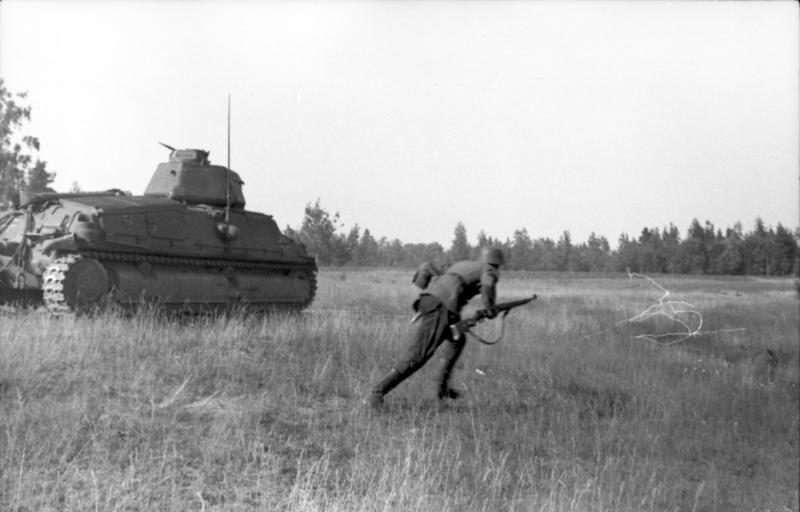
S35 на советско-германском фронте, сентябрь 1941 года

Дополнительно эффективность танка снижалась отсутствием эффективных средств связи на уровне взвода. Предназначенные для линейных танков маломощные радиостанции ER 28 к 1940 году так и не были запущены в производство. Наличие же радиостанций на командирских танках исправляло ситуацию лишь частично, поскольку единственным средством передачи приказов подчинённым машинам оставалась флажковая сигнализация, обычно весьма малоэффективная в боевой обстановке. Даже установленные на танках командиров взводов радиостанции ER 29, предназначенные для связи на уровне батальона, не совсем отвечали требованиям маневренного боя, так как отличались недостаточной мощностью передатчика. В результате, связь могла нарушаться даже незначительными препятствиями, такими, как стена или лесополоса.
Конструкция сблокированной подвески, унаследованная S35 ещё от «Виккерса-шеститонного», также мало подходила для столь скоростной машины. Другим недостатком ходовой части S35 было низкое размещение ленивца, что существенно снижало проходимость танка, особенно в плане преодоления вертикальных препятствий. В доработанной ходовой части S40 эта проблема была в основном решена, однако он так и не поступил в производство. Дополнительно снижал проходимость сравнительно высокий центр тяжести узкого танка, повышавший шансы опрокидывания. При этом, несмотря на невысокую удельную мощность, S35 отличался сравнительно высокой средней скоростью движения. Максимальная же скорость по шоссе доходила до 37—40, а по некоторым данным — даже до 45 км/ч.
Свои как преимущества, так и недостатки, имела и литая конструкция корпуса и башни. Применение крупных цельнолитых деталей было более технологичным по сравнению со сборкой клёпаных корпусов из многочисленных катаных бронеплит, однако перед сварными корпусами существенных преимуществ в этой области уже не имело, что повлекло переход к сварному корпусу и башне моделей S40. Неизбежно меньшая снарядостойкость литой броневой стали по сравнению с катаной отчасти компенсировалась сокращением ослабленных зон в местах соединения деталей, хотя проходящая через весь корпус щель между верхней и нижней его половинами в S35, тем не менее, оставалась. Кроме этого, цельная верхняя кормовая часть корпуса должна была сниматься для технического обслуживания или замены агрегатов двигателя и трансмиссии, что являлось сложной задачей, особенно в полевых условиях. На первых 50 серийных танках для обеспечения доступа к двигателю требовались почти сутки (23 ч 30 мин) и усилия шести механиков. На последующих серийных танках это время сократили до 13 часов, но оставалась необходимость в кране грузоподъёмностью в несколько тонн.

### Оценка боевого применения
В отличие от основной массы пехотных танков, рассеянных по многочисленным частям, S35 концентрировались в лёгких механизированных дивизиях кавалерии, что значительно повышало их боевую эффективность. Вместе с тем, подготовка многих экипажей, особенно в сформированных уже в ходе войны подразделениях, была невысокой. Порядка 80 % танковых командиров попадали в танковые части из традиционных кавалерийских, получив лишь минимальную подготовку. Как писал в своих мемуарах Шарль Де Голль, командовавший в то время 4-м кирасирским полком, командиры экипажей к началу боевых действий ещё никогда не стреляли из орудий, а опыт вождения танка у механиков-водителей не превышал четырёх часов. Всё это усугублялось проблемами со снабжением, в результате которых некоторые вновь сформированные подразделения к началу боевых действий не получали радиостанций даже к командирским машинам, бронебойных боеприпасов, а порой — даже спусковых механизмов для пушек.
Вместе с тем, несмотря на все перечисленные выше проблемы, S35 по меркам 1940 года отличался сравнительно высокими характеристиками вооружения и броневой защиты. 47-мм пушка SA 35 U 34 была способна эффективно поражать любые типы немецких танков, толщина брони которых в период Французской кампании не превышала 30 мм. При этом в её боекомплекте имелся сравнительно эффективный осколочный снаряд, вдвое превосходивший по заряду взрывчатого вещества советский 45-мм О-240 и уступавший в то время лишь снарядам 75-мм или 76-мм орудий.
Что до бронирования S35, то оно, как и у большинства других французских танков, имело толщину вертикальных поверхностей корпуса около 40 мм и рассчитывалось на защиту от противотанковых орудий первого поколения, имевших калибр около 37 мм. В целом, в ходе Французской кампании такой уровень бронирования показал себя вполне достаточным для защиты от основной германской противотанковой пушки — 37-мм PaK 35/36 на нормальных дистанциях боя.

### Аналоги

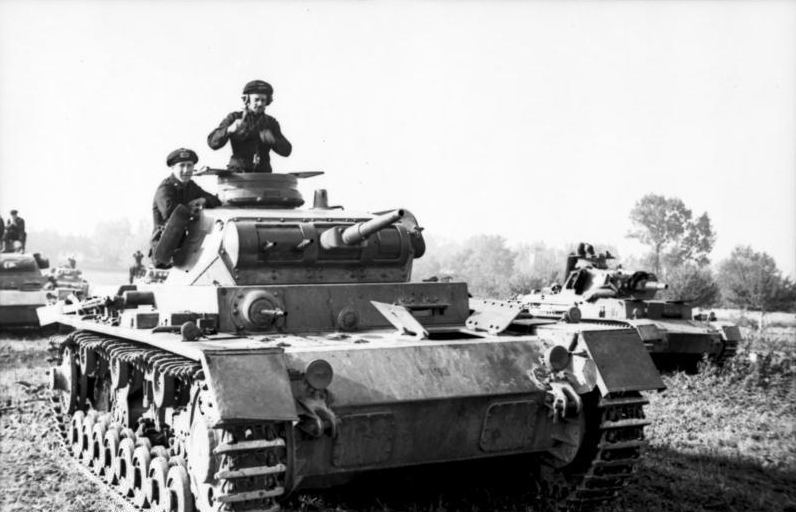
PzKpfw III

По состоянию на 1936—1939 годы аналогов у S35 среди современных ему танков других стран фактически не было. Ни в одной стране мира, за исключением Франции, не имелось состоявших на вооружении и в серийном производстве машин массой около 20 тонн с мощным вооружением и противоснарядным бронированием, предназначенных для применения в механизированных частях и соединениях. Поэтому с большой долей условности аналогами SOMUA S35 можно считать крейсерские, кавалерийские или быстроходные танки, наиболее близкие к нему по своему назначению. Современниками S35 в этой категории являются британский Cruiser Mk.I и советский БТ-7. Немецкий средний танк PzKpfw III на ранних этапах своего развития тоже испытал сильное влияние концепции «кавалерийского» танка, хотя и отошёл от неё впоследствии.
Британский Cruiser Mk.I по подвижности был в целом равноценен французскому танку, но имел лишь лёгкое противопульное бронирование, уязвимое даже для крупнокалиберных пулемётов и противотанковых ружей, кроме того его пушка вообще не комплектовалась осколочным снарядом. Преимуществами Cruiser Mk.I над S35 были несколько большие противотанковые возможности его 40-мм пушки QF 2 pounder, способность сосредоточить в лобовом секторе огонь трёх пулемётов с независимой наводкой, а также полное разделение функций экипажа в трёхместной башне. Вооружённые Cruiser Mk.I подразделения имели бо́льшую гибкость в своём боевом применении за счёт радиофикации всех танков.
Советский колёсно-гусеничный БТ-7, как и Cruiser Mk.I, был значительно легче S35 и имел противопульное бронирование, будучи примерно равноценен S35 в огневой мощи, разделении функций экипажа и средствах наблюдения и связи. Однако БТ-7 значительно превосходил S35 в подвижности даже на гусеничном ходу.
PzKpfw III, ставший непосредственным противником S35 во время Французской кампании, значительно превосходил французский танк в разделении функций экипажа и оснащённости средствами наблюдения и связи, а также имел лучшую подвижность. Вместе с тем, немецкий танк в то время уступал в мощности вооружения и имел лишь противопульное бронирование, хотя и более мощное, чем на Cruiser Mk.I и БТ-7. Однако PzKpfw III имел значительно бо́льший потенциал развития и модернизации, в дальнейшем позволивший ему значительно превзойти и S35, и так и не сменивший его S40, как в огневой мощи, так и в защищённости.
С 1938 года в СССР началась разработка новых образцов техники, которые в перспективе должны были сменить в механизированных корпусах БТ-7. Для них специально оговаривалось требование противоснарядного бронирования. При этом один из ведущих конструкторов С. А. Гинзбург подчёркивал необходимость заимствования достижений французской школы танкостроения, одним из которых являлся SOMUA S35. Первой попыткой на этом пути стал Т-111, но он оказался очень дорогим и чрезмерно переутяжелённым — его масса превысила 28 тонн. Последующие опытные образцы — колёсно-гусеничный танк А-20 и гусеничный Т-126(СП), разработанные на замену БТ-7 — по ряду своих характеристик были уже очень близки к S35, но в серию по различным причинам так и не пошли.

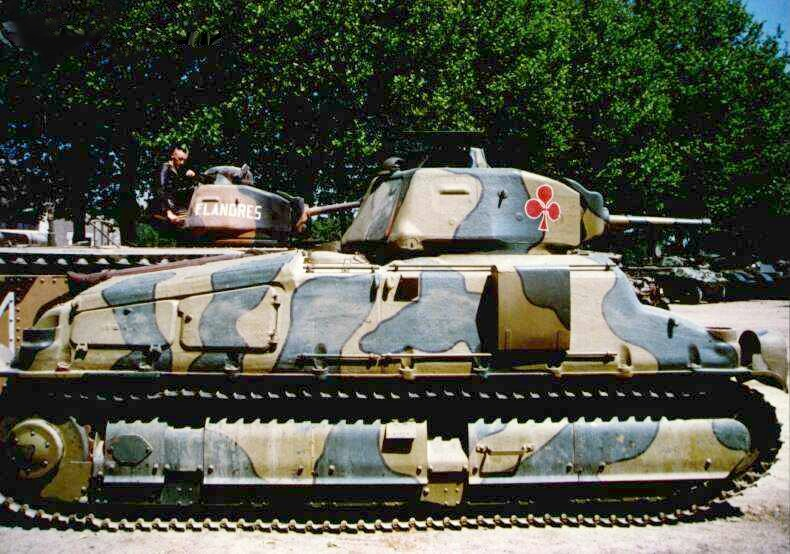
S35 музея в Сомюре

Таким образом, несмотря на свои недостатки, начиная с момента своего появления в 1936 году и вплоть до начала серийного производства Т-34 в сентябре 1940 года S35 являлся единственным крейсерским/средним танком в мире, имевшим как противоснарядное бронирование, так и сравнительно мощное вооружение.

## Сохранившиеся экземпляры

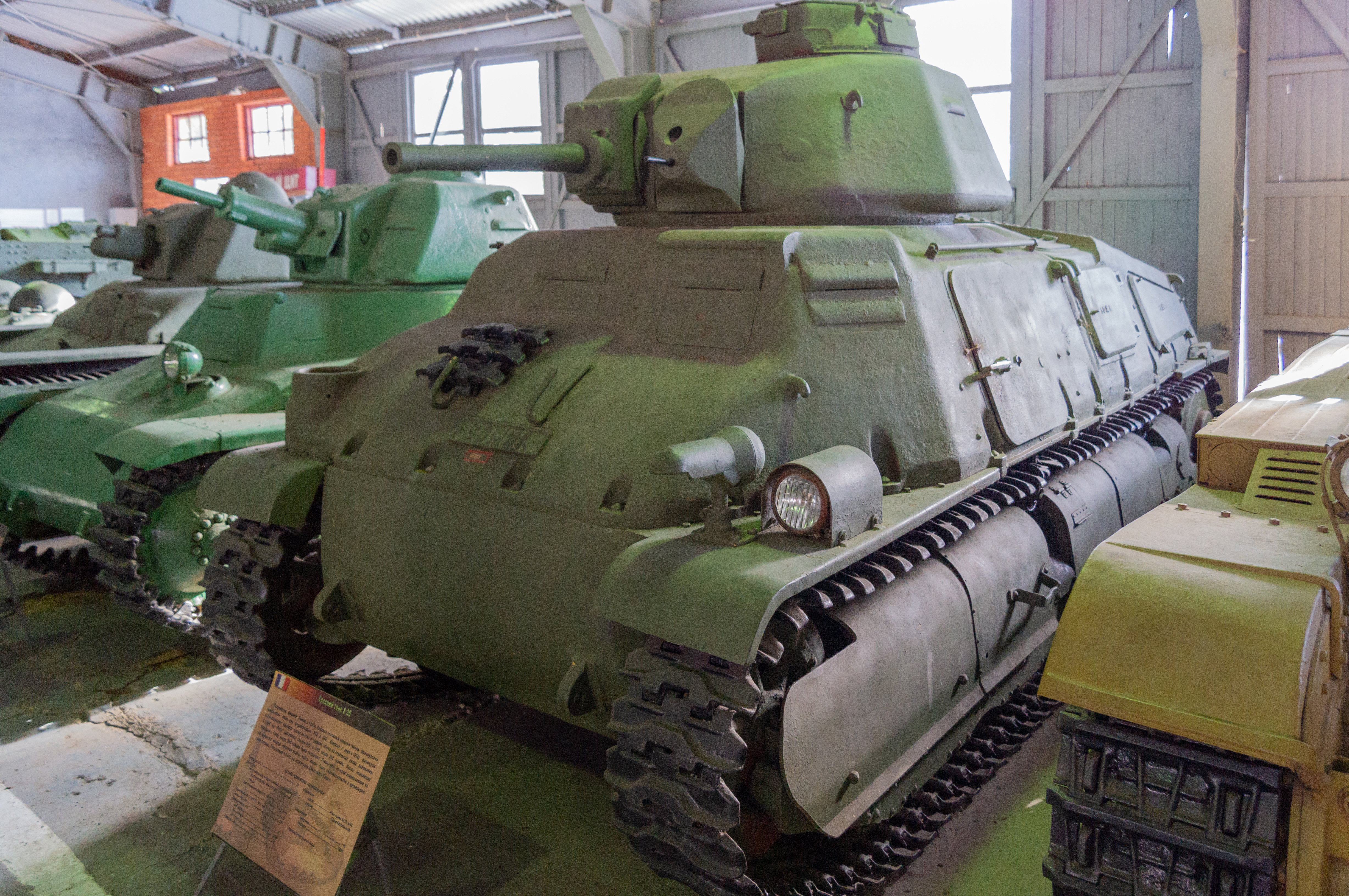
S35 в Бронетанковом музее в Кубинке

По состоянию на 2009 год, в музеях сохранилось по меньшей мере четыре экземпляра S35, основную часть которых составляют модифицированные вермахтом машины, с люком командирской башенки:
- Россия — Бронетанковый музей в Кубинке
- Великобритания — Танковый музей в Бовингтоне
- США — музей Абердинского полигона, единственный сохранившийся S35, не модифицированный вермахтом
- S35 в Бронетанковом музее в Кубинке Франция — Танковый музей в Сомюре, единственный S35, находящийся в ходовом состоянии

## S35 в массовой культуре

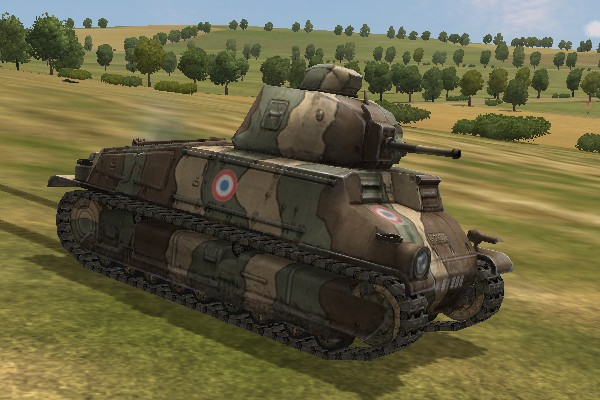
Французский средний танк SOMUA S35 в военной игре «Вторая мировая».

В модельной индустрии S35 представлен сравнительно слабо. Масштабные модели S35 выпускались рядом производителей в различных масштабах, но единственными всё ещё производящимися пластиковыми моделями в наиболее распространённых масштабах 1:35 и 1:72 является продукция французской фирмы Heller SA. В 2015 году японская фирма Tamiya выпустила Kit No. 35344 - SOMUA S35 (масштаб 1:35). Помимо этого, отдельными фирмами выпускаются модели S35 из эпоксидной смолы в масштабе 1:35 и наборы дополнительной деталировки для моделей в этом масштабе. В ряде изданий модельной и военно-исторической направленности также публиковались чертежи для самостоятельной постройки модели.
В компьютерно-игровой индустрии S35 представлен в ряде программных продуктов, например, военной игре «Вторая мировая», получившей высокие оценки критиков за реалистичность.